# Scindapsus scortechinii
Scindapsus scortechinii är en kallaväxtart som beskrevs av Joseph Dalton Hooker. Scindapsus scortechinii ingår i släktet Scindapsus och familjen kallaväxter. Inga underarter finns listade.